# Stroic

herb Stroic według Wittyga

Według Szymańskiego, herb Strojec jest nieznany z wizerunku

Stroic (Stroyc, Strojec) – polski herb szlachecki z indygenatu, o niepewnym wizerunku.

## Opis herbu
Wedle Józefa Szymańskiego, herb nieznany.
Wiktor Wittyg przytacza herb następujący:
W polu jakby korona zamknięta, z zaćwieczoną rogaciną. Klejnot: pół orła. Barwy nieznane.

## Najwcześniejsze wzmianki
Zatwierdzony indygenatem Łukaszowi Strojecowi w 1593 i Szymonowi Strojecowi w 1596.
Wiktor Wittyg pisze o indygenacie Łukaszowi Stroycowi z Wołoszczyzny w 1593, zachowała się pieczęć z tym herbem z roku 1600.
Zbieżność osób, dat oraz charakteru nadania (indygenat), pozwala przypuszczać, że herb opisany przez Szymańskiego jako nieznany, wyglądał w istocie jak przekazuje to Wittyg.

## Herbowni
Herb ten był herbem własnym, więc przysługiwał tylko jednemu rodowi herbownych:
Stroic (Stroicz, Strojec, Stroyc).